# Зимске параолимпијске игре 2010.
Зимске параолимпијске игре 2010 ( фр. Jeux paralympiques d'hiver de 2010 ), или десете зимске Параолимпијске игре, одржане су у Ванкуверу и Вислеру, Британска Колумбија, Канада од 12. до 21. марта 2010. године.
Ово је био први пут да је Канада била домаћин Зимских параолимпијских игара и други пут да је била домаћин Параолимпијских игара – прве су биле Летње параолимпијске игре 1976. у Торонту .

## Избор домаћина
Као део формалног споразума између Међународног параолимпијског комитета и Међународног олимпијског комитета који је први пут успостављен 2001. године, победник понуде за Зимске олимпијске игре 2010. такође је требало да буде домаћин Зимских параолимпијских игара 2010. године. После другог и последњег круга гласања на 115. заседању МОК-а у Прагу, Чешка Република, право да буде домаћин Зимских олимпијских и параолимпијских игара 2010. додељено је Ванкуверу.
| Град      | Држава       | 1. коло | 2. коло |
| Ванкувер  | Канада       | 40      | 56      |
| Пјонгчанг | Јужна Кореја | 51      | 53      |
| Салцбург  | Аустрија     | 16      | —       |

## Штафета бакље
Исти дизајн бакље (сребрна са параолимпијским логом) коришћен за Олимпијске игре коришћен је и за Параолимпијске игре. Дана 3. марта 2010. бакља је започела 10-дневно путовање од Отаве до Ванкувера. Штафета је укључивала око шест стотина тркача који су носили бакљу кроз десет канадских градова у три провинције: